# جسارت
جسارت (به انگلیسی: Boldness) مخالف خجالتی بودن است. جسور بودن به معنای تمایل به انجام کارها با وجود خطرهای آن است. جسارت ممکن است خاصیتی باشد که فقط افراد خاصی توانایی نمایش آن را دارند.
به عنوان مثال، در زمینه جامعه‌پذیری، یک فرد جسور ممکن است مایل باشد که در موقعیت‌های اجتماعی خطر شرمساری یا رانده شدن را داشته باشد، یا قوانین آداب معاشرت یا ادب را زیر پا بگذارد. یک فرد بیش از اندازه جسور می‌تواند به‌شدت درخواست پول کند یا دائماً کسی را وادار کند تا یک درخواست را برآورده کند.
کلمه "جسارت" ممکن است به عنوان مترادف " گستاخ " نیز استفاده شود. برای مثال، ممکن است کودکی به دلیل «جسور» بودن با بی‌احترامی نسبت به بزرگسال یا بدرفتاری تنبیه شود.
جسارت را می‌توان در برابر شجاعت قرار داد، زیرا دومی دلالت برداشتن ترس اما رویارویی با آن دارد.
در بوم‌شناسی رفتاری، پیوستار خجالتی-جسور در انسان و برخی گونه‌های دیگر وجود دارد. کمرویی و پررویی نشان‌دهنده «تمایل به ریسک کردن» است. افراد جسور تمایل به مسلط شدن دارند، که همبستگی بین جسارت و تسلط اجتماعی را آشکار می‌کند.